# Gauche anticapitaliste (France)
Pour les articles homonymes, voir Gauche anticapitaliste et GA.
La Gauche anticapitaliste, courant unitaire pour l'écosocialisme (GA) est une organisation politique française, membre du Front de gauche.
Initialement fondée en novembre 2011 comme courant du Nouveau Parti anticapitaliste, elle rejoint le Front de gauche en juillet 2012. Elle participe en son sein à un processus de regroupement qui aboutit en novembre 2013 à la fondation d'Ensemble, mouvement pour une alternative de gauche, écologiste et solidaire, dont elle est composante fondatrice.

## Historique

### Courant du NPA
La Gauche anticapitaliste (GA) est fondée les 5 et 6 novembre 2011 par la tendance minoritaire du Nouveau Parti anticapitaliste (NPA). Rassemblée dans la plate-forme « B » lors de la conférence nationale de juin 2011, elle recueille 40 % des voix des militants du parti, en promouvant la poursuite des discussions avec le Front de gauche en vue d'une possible alliance à l'élection présidentielle de 2012, et s'oppose à la candidature de Philippe Poutou.
Les 5 et 6 novembre, la minorité se constitue en fraction publique, sous le nom de « Gauche anticapitaliste, courant unitaire pour l'écosocialisme », et revendique alors 40 % des délégués au Conseil politique national (CPN).
En désaccord avec l'orientation majoritaire du NPA, dont elle estime qu'elle « tourne le dos à toute bataille pour rassembler les différentes composantes politiques et équipes militantes du mouvement social qui, à gauche, contestent le social-libéralisme », la GA défend la constitution d'un « bloc anticrise » « rassemblant les forces sociales et politiques d’opposition de gauche ». Elle décide de se constituer en « courant interne-externe », formé majoritairement de militants du NPA mais comprenant des personnes l'ayant quitté,. Courant reconnu par le NPA, elle dispose jusqu'à l'été 2012 d'une tribune dans l'hebdomadaire du parti, Tout est à nous !.
Au cours des mois qui suivent sa fondation, la Gauche anticapitaliste critique fortement la campagne présidentielle que mène le NPA et qui, selon elle, s'enferme dans la marginalité et « vise à établir des frontières étanches et pérennes » notamment envers le Front de gauche. Le 11 février 2012, une journée de débats publics est organisée à l'initiative de la Gauche anticapitaliste à Saint-Denis, réunissant notamment la GA, le NPA, les différentes composantes du Front de gauche, Les Alternatifs ainsi que des militants du mouvement social. À cette occasion, la Gauche anticapitaliste salue la dynamique créée par la candidature de Jean-Luc Mélenchon (Front de gauche), note de larges convergences dans leurs revendications respectives et propose alors la construction d'un « front social et politique » large au sein duquel se regrouperaient en un pôle les anticapitalistes et écosocialistes.
Selon la GA, la campagne pour l'élection présidentielle d'avril-mai 2012 révèle une réelle difficulté pour le NPA et son candidat, Philippe Poutou, de porter leur message, tandis que la campagne du Front de gauche connaît une dynamique et un écho plus importants que prévu. La Gauche anticapitaliste souligne également que les déclarations de Jean-Luc Mélenchon écartent la participation à un gouvernement avec le Parti socialiste. La GA décide finalement de ne pas donner de consigne de vote pour le premier tour ; mais trois dirigeants de la GA, Pierre-François Grond, Hélène Adam et Myriam Martin, ex-porte-parole du NPA, appellent cependant publiquement à voter pour Jean-Luc Mélenchon à un mois du premier tour, et se mettent en congé du parti,.
La ligne nationale du NPA pour les législatives de 2012 est de ne pas s'allier avec le Front de gauche. Le courant Gauche anticapitaliste (GA) présente 35 candidats avec le NPA, certaines sur des listes d'union avec d'autres organisations. Certaines de ces candidatures « NPA/GA » sont affiliées à l'association de financement Solidarité, écologie, gauche alternative (SEGA), considérée par la GA comme ayant plus de chance d'obtenir des subventions publiques et plus sûre que celle du NPA pour obtenir sa part de subvention ; cependant, elle n'obtient pas de subvention non plus[réf. souhaitée]. La GA revendique pour ces candidatures des résultats globalement meilleurs que ceux des autres candidatures du NPA, mais qui restent le plus souvent faibles. Parallèlement, la GA mène des discussions avec la FASE, Convergences et alternative, la Gauche unitaire, Les Alternatifs et des personnalités du mouvement social, afin de vérifier la possibilité de bâtir un pôle anticapitaliste et écosocialiste.
Après la victoire du Parti socialiste à l'élection présidentielle et aux législatives, aucune organisation du Front de gauche ne décide de participer au gouvernement. La Gauche anticapitaliste propose alors à la conférence nationale du NPA de juillet 2012 que le parti entre au Front de gauche, participe à son élargissement et à la construction d'un pôle anticapitaliste et écosocialiste en son sein. Le texte proposé par la GA ne recueille que 22,25 % des voix des militants (460[réf. nécessaire] voix) ; actant le refus de sa proposition et estimant que les conditions qu'elle avait posées sont réunies, la Gauche anticapitaliste décide le 8 juillet de rejoindre le Front de gauche en tant qu'organisation indépendante,,,. 51 membres du Conseil politique national du NPA signent une tribune dans ce cadre et y annoncent leur départ du parti ainsi que les deux seuls conseillers régionaux du NPA, élus en 2010 sur la liste « Limousin Terre de Gauche » (NPA-Front de gauche). Une partie des membres de la GA encore au NPA quittent le parti immédiatement ou dans les quelques mois qui suivent. Les autres forment un courant interne au NPA qu'ils appellent « NPA-unitaire », ou NPA-U.

### Au sein du Front de gauche
En septembre 2012, la Gauche anticapitaliste revendique environ 700 militants. Les chiffres annoncés en juillet varient entre 200 et 600 militants selon les sources.
Elle défend un élargissement du Front de gauche et une structuration qui représente les militants à tous les échelons et permette aux personnes non-membres d'une organisation d'adhérer directement au Front de gauche.
En plus des campagnes du Front de gauche, notamment contre l'austérité et les licenciements, la Gauche anticapitaliste participe entre autres aux luttes écologistes et antinucléaires, aux luttes féministes, à celles pour le droit au logement, la régularisation des sans-papiers, à la solidarité avec la Palestine.
La GA s'oppose au budget 2013 présenté par le gouvernement Ayrault, estimant qu'il relève de l'austérité et frappe la majorité de la population tout en épargnant les plus riches. Elle publie notamment un communiqué commun avec le Parti de gauche (PG) pour appeler le Front de gauche à voter contre.
Au sein du Front de gauche, elle mène un processus de rapprochement avec Convergences et alternative, la FASE et la Gauche unitaire ; des discussions ont lien pour y intégrer Les Alternatifs, qui rejoignent effectivement le processus lorsqu'ils décident d'adhérer au Front de gauche fin-2012. Un bulletin d'information et de débat commun intitulé Trait d'union est créé, et son premier numéro sort en janvier 2013.
Elle participe également aux Assises de l'écosocialisme lancées le 1er décembre 2012 à Paris par le Parti de gauche et coorganise dans certaines villes des prolongements locaux.
Elle s'oppose à l'intervention française au Mali lors du conflit de 2012-2013 ; jugeant que la France, ancienne puissance coloniale, a une lourde responsabilité dans la situation du Mali et qu'elle intervient pour s'approprier les ressources du pays et non pour protéger les populations, elle s'oppose à une intervention militaire française et demande le retrait des troupes. Elle défend comme alternative une solution africaine au conflit,.
Pour les élections municipales de 2014, elle appelle à la constitution de listes ouvertes du Front de gauche contre l'austérité imposée par le gouvernement et indépendantes du Parti socialiste. Elle réaffirme cette position ainsi que la nécessité de préserver le Front de gauche avec ses partenaires du regroupement Trait d'union, malgré les divisions qui apparaissent dans le Front de gauche sur les élections municipales,.
Le processus de regroupement aboutit en novembre 2013 au lancement d'Ensemble — mouvement pour une alternative de gauche, écologiste et solidaire par les Alternatifs, Convergences et alternative, la FASE, la GA, une partie des militants de Gauche unitaire et des personnes auparavant sans organisation politique. Pendant la période transitoire jusqu'à de nouvelles assises du mouvement fin-2014, la GA s'engage dans une fusion progressive de ses activités dans le regroupement.
La Gauche anticapitaliste a le statut d'observateur permanent auprès de la Quatrième Internationale.